# Liane Foly
Pour les articles homonymes, voir Liane et Foly.
Liane Foly, de vrai nom Éliane Falliex, née le 16 décembre 1962 à Lyon, est une chanteuse, autrice-compositrice, actrice, imitatrice, animatrice et productrice de radio et de télévision française.

## Biographie

### Enfance et formation
Liane Foly naît le 16 décembre 1962 dans le 7e arrondissement de Lyon, fille de François Falliex et de Jeanne Pico.
Ses parents, commerçants en Algérie, arrivent en métropole en 1962 avec la communauté pieds-noirs. Ils s'installent à Lyon, dans le quartier de Perrache, où ils tiennent le commerce La Droguerie du sourire. Elle entre à 12 ans dans l'orchestre familial Black And White, créé par son père.

### Carrière
En 1984, elle est repérée par un jeune auteur, Philippe Viennet, et un musicien, André Manoukian, qui devient son compagnon.
Fabrice Nataf, le patron de Virgin France, la lance dans le show-biz en 1987.
En 1991, elle obtient la Victoire de la  révélation variétés féminine de l'année.
En 1995, elle rencontre le producteur et manager, Laurent Baron.
En 1997, elle a recours à la chirurgie esthétique.
En 1999, elle reprend La vie ne m'apprend rien.
En 2007, elle démarre un one woman show.
En mars 2016, elle sort l'album Crooneuse.
Du 4 septembre 2017 au 30 juin 2018, elle est aux commandes d'une quotidienne, de 16 h à 18 h, sur Sud Radio.
À l'automne 2019, elle participe à la dixième saison de l'émission Danse avec les stars.
En octobre 2020, elle entre dans le costume d'une pieuvre pour la deuxième saison de Mask Singer.
En 2023, elle participe à la grande dictée de France.

## Discographie

### Albums studios
- 1988 : The Man I Love
- 1990 : Rêve Orange
- 1993 : Les Petites Notes
- 1997 : Caméléon
- 1999 : Acoustique
- 2001 : Entre nous
- 2004 : La Chanteuse de bal
- 2008 : Le Goût du désir
- 2016 : Crooneuse

### Albums en public
- 1994 : Lumières
- 2005 : Une étoile dort

### Compilations
- 2002 : Au fur et à mesure

### Autres
- 1993 : Sweet Mystery, limited edition (French and English Albums : Sweet Mystery & Les Petites Notes). Inclus les singles A trace Of you et Sweet Mystery.
- 1998 : Victoire, limited edition (Liane Foly compose l'hymne du Stade de France et inaugure le stade devant 80 000 spectateurs)
- 2004 : La Chanteuse de bal, édition Limitée (CD & DVD).

### Singles
- 1985 : Besoin de toi
- 1988 : Ça va, ça vient
- 1988 : Love me, love moi
- 1989 : Chéri
- 1990 : Au fur et à mesure
- 1991 : Goodbye lover
- 1991 : Va savoir
- 1991 : Rêve orange
- 1991 : S'en balancer (sorti au Québec seulement)
- 1991 : Les feuilles mortes
- 1992 : La belle et la bête  (en duo avec Charles Aznavour)
- 1993 : Doucement
- 1993 : Laisse pleurer les nuages
- 1994 : J'irai tranquille
- 1994 : A trace of you (version anglaise de Doucement)
- 1994 : Sweet mystery (version anglaise de Laisse pleurer les nuages)
- 1994 : Les yeux doux
- 1994 : Voler la nuit (live)
- 1994 : Jalna
- 1994 : Heures hindoues (live)
- 1997 : C'est bon d'aimer
- 1997 : De l'autre côté du temps
- 1997 : L'amour est fort
- 1998 : Victoire (chanson officielle de l'inauguration du Stade de France)
- 1999 : La vie ne m'apprend rien
- 1999 : Aime-moi
- 2000 : Il est mort le soleil
- 2000 : La chanson de Léa
- 2001 : On a tous le droit
- 2001 : Être vrai
- 2002 : Une place sur Terre
- 2002 : Vivre
- 2004 : La chanteuse de bal
- 2005 : Déracinée
- 2005 : Une étoile dort (live)
- 2008 : Reviens-moi
- 2008 : Ma vie sans toi
- 2011 : Colette
- 2016 : J'aime regarder les filles
- 2016 : C'est extra
- 2016 : La Boîte de jazz
- 2016 : Voilà c'est fini

### Participations
- 1994 : La grande parade des animaux, chanson de la comédie musicale pour enfants L'Évasion de Toni écrite par Henri Dès et Pierre Grosz.
- 1994 : J'ai le cœur en bois, duo avec Yves Duteil enregistré pour son album Entre elles et moi…
- 1995 : Si c'était à refaire…, chanson enregistrée pour l'album Entre sourire et larmes, en soutien aux personnes atteintes du sida (musique de Pascal Obispo).
- 1995 : Petite sœur, chanson enregistrée pour le 2e album de l'association Sol En Si.
- 1995 : Misty, chanson figurant sur l'album live Taratata (Liane Foly est accompagnée au piano par Michel Petrucciani).
- 1996 : Drowing in a sea of love, duo avec Paul Young figurant sur l'album live Taratata vol.2.
- 2000 : Vivre ou survivre, reprise de la chanson de Daniel Balavoine pour l'album Balavoine Hommages.
- 2000 : Noël ensemble[réf. nécessaire]
- 2003 : La Vie en rose, reprise de la chanson d'Édith Piaf pour l'album L'hymne à la Môme.
- 2004 : Combat combo, single enregistré avec un ensemble d'artistes et personnalités féminines au profit de l’association Laurette Fugain. Il figure sur l'album Le cœur des femmes comprenant trois autres titres où Liane Foly est présente : La chanson des vieux amants, Chante et Le cœur des femmes (inédit).
- 2004 : Désormais (chanté avec Isabelle Boulay et Nolwenn Leroy) et Ave Maria (avec les Petits chanteurs à la croix de bois), chansons du double album caritatif Bon anniversaire Charles ! enregistré en public à l'occasion des 80 ans de Charles Aznavour et en faveur de l'Institut national du cancer.
- 2004 : Je suis femme et musique, duo avec Alice Dona pour son album Quarante ans déjà ! enregistré en public à l'Olympia.
- 2007 : Ils s'aiment, reprise de la chanson de Daniel Lavoie chantée en duo avec Nikos Aliagas pour son album Rendez-vous.
- 2007 : Que reste-t-il de nos amours ?, reprise de la chanson de Charles Trenet interprétée en duo avec Tomuya pour son album Un japonais à Paris.
- 2011 : Lily, reprise de la chanson de Pierre Perret pour l'album Libres de chanter enregistré au profit de l'association Paroles de Femmes (lutte contre le sexisme, les inégalités sociétales et professionnelles).
- 2012 : Mon cœur d'attache, duo avec Enrico Macias enregistré pour son album Venez tous mes amis !
- 2014 : L'Aziza, reprise de Daniel Balavoine et, avec un ensemble d'artistes et personnalités féminines, La femme est l'avenir de l'homme de Jean Ferrat. Ces deux titres figurent sur l'album caritatif Chanter pour celles au profit du Samu social de Paris avec pour but de financer un établissement d'accueil pour femmes[17].
- 2020 : Et demain ? (Et demain ? Le collectif)

### Bandes originales de films
- 1992 : La Belle et la Bête (Disney) - Liane Foly et Charles Aznavour interprètent le duo de La Belle et La Bête.
- 1994 : Jalna, série télévisée dont Liane Foly interprète la chanson du générique.
- 1995 : Sabrina de Sydney Pollack, dont Liane Foly interprète une des chansons du film, Les Petites Notes.
- 2000 : La Bicyclette bleue (téléfilm) - Liane Foly interprète La Chanson de Léa.
- 2009 : La Princesse et la grenouille (Disney) - Liane Foly interprète et chante le rôle de Mama Odie
- 2010 : Ces amours-là de Claude Lelouch - Liane Foly interprète quatre chansons : Du chaud dans tes bras, Que reste-t-il de nos amours ?, Cette fille-là et B comme Berlin.
- 2016 : Chacun sa vie de Claude Lelouch - Liane Foly interprète « Nini Jazzy » avec son album Crooneuse.

### Choriste
- 1989 : album Linda Lu Baker de Dick Rivers.
- 1993 : album Foulquier de Jean-Louis Foulquier.

## Enregistrements audio
- 2008 : livre audio Dialogue de bêtes de Colette, éditions des femmes, coll. « Bibliothèque des voix »
- 2010 : Noël en Chansons, le conte de Noël de Pop et Corn de Dominique Gorse, raconté par Liane Foly

## Engagements
- En 1985, elle sort un premier single Besoin de toi et répond à l'appel de Coluche pour Les Restos du Cœur lors de manifestations sous chapiteaux.
- En 1993, Jean-Jacques Goldman lui demande d'intégrer la troupe des Enfoirés qu'elle honorera jusqu'en 2020.
- Son engagement contre le SIDA commence en 1995 avec l'album Entre sourire et larmes. Elle interprète Si c'était à refaire, et participe à de nombreux événements télévisuels pour le Sidaction jusqu'à ce jour.
- En 1998, Liane Foly fait partie du jury qui doit choisir le nom du nouveau stade de Saint-Denis. De nombreux jurés proposent Stade des lumières. Liane soutient le choix de Stade de France. Elle chante pour l'inauguration le 28 janvier 1998, juste avant le match France-Espagne : elle interprète Victoire, un morceau coécrit avec sa sœur[1].
- En 2004, elle fait une publicité pour le jambon MadrangeMadrange.
- Depuis 2006, elle œuvre pour l'association AFIPA, qui lutte contre la commercialisation de fourrure d'animaux domestiques (chiens et chats)[réf. nécessaire].
- Elle fut la marraine de l'asbl Make A Wish Belgium.
- Liane Foly et Kad Merad étaient les parrains du Téléthon 2007.
- En 2013, Liane Foly est la marraine de l'Équipe de France féminine de football.

## Activités médiatiques

### Parcours à la radio
- 2007-2008 puis depuis 2021 : sociétaire de l'émission Les Grosses Têtes sur RTL
- 2011-2012 : chroniqueuse dans À la bonne heure sur RTL
- 2017-2018 : animatrice de Chacun sa Foly de 16 h à 18 h sur Sud Radio

### Animatrice sur TF1
- 2008 : Qui sera le meilleur ce soir ?… - spécial sosies : coanimation avec Christophe Dechavanne
- 2010 : Génération 90 : coanimation avec Nikos Aliagas
- 2010 et 2011 : Le Grand Show des enfants
- 2011 : Génération 80 : coanimation avec Nikos Aliagas
- 2011 : Génération 2000 : coanimation avec Nikos Aliagas
- 2011 : Génération Tube de toujours : coanimation avec Nikos Aliagas
- 2012 : Génération 80 : coanimation avec Nikos Aliagas

### Participante
- 2006 : Élection de Miss France 2007 (TF1) : membre du jury
- 2007 : Téléthon (France 2) : marraine
- 2003-2013 : Qui veut gagner des millions ? sur TF1 : 6 participations
- 2008 et 2025 : Le Grand Concours des "Grosses Têtes" (TF1) : candidate
- 2013 : Un air de star (M6) : membre du jury
- 2016 : SuperKids (M6 puis W9) : membre du jury
- 2017 : 3 jours dans les pas d'un berger (C8) : participante
- 2018 : Strike sur C8
- 2019 : Danse avec les stars (saison 10) (TF1) : candidate
- 2020 : La Grosse Rigolade (C8) : participante
- 2020 : Mask Singer (saison 2) (TF1) : participante sous le costume de la Pieuvre
- 2023 : 100 % logique (France 2) : participante
- 2024 : Voix de stars (France 3) : membre du jury
- 2025 : Les Traîtres (saison 4) sur M6.

## Filmographie

### Cinéma
- 1995 : Zadoc et le Bonheur de Pierre-Henry Salfati : Rose
- 2007 : Je crois que je l'aime de Pierre Jolivet : Jeanne Larozière
- 2009 : Boogie (Boogie, el aceitoso) film d'animation de Gustavo Cova (es) : voix française de Boogie
- 2010 : La Princesse et la Grenouille film d'animation de Ron Clements et John Musker : voix française de Mama Odie
- 2010 : Ces amours-là de Claude Lelouch : la chanteuse des rues
- 2017 : Chacun sa vie de Claude Lelouch : Eugénie Flora, dite Nini Jazzy
- 2019 : Les Municipaux, trop c'est trop de Francis Ginibre et Éric Carrière : l'escort-girl

### Télévision
- 2004 : La Battante de Didier Albert (mini série) : Cathy Rolland
- 2006 : Navarro, saison 18, épisode 7 Adolescence brisée de Philippe Davin (série télévisée) : Claude Derval
- 2009 : RIS police scientifique, saison 4, épisode 15 À l'ombre du paradis de Christophe Barbier (série télévisée) : Monica
- 2009 : La Liste de Christian Faure (téléfilm) : Anita Hochet
- 2010 : À 10 minutes de la plage de Stéphane Kappes (téléfilm) : Rita
- 2010 : Joséphine, ange gardien, saison 12, épisode 10 Marie-Antoinette de Philippe Monnier (série télévisée) : Laura Calle
- 2014 : Ligne de mire de Nicolas Herdt (téléfilm) : Aline Delmas

## Spectacles

### La Folle Parenthèse
La Folle Parenthèse est un spectacle original d'imitations lancé en 2007, entièrement écrit et interprété par Liane Foly — plus de 35 voix différentes, deux musiciens sur scène — Jean-Yves D'Angelo et Pierre D'Angelo, l'accompagnent – en live. Le show est mis en scène par Marc Jolivet.

### La Folle part en cure
Liane Foly entame une tournée le 14 janvier 2011, avec son nouveau one woman show : La Folle part en cure. Elle parle, dans le cadre d'une cure de « rigologie », de la prétendue fin du monde en 2012, chante et fait des imitations de personnalités célèbres. Elle est accompagnée par le pianiste Serge Perathoner.

### La Folle repart en Thèse (2023/2025)
Après La folle parenthèse et La folle part en cure, Liane Foly part en tournée avec son nouveau spectacle, La Folle repart en Thèse.

## Théâtre
- 2013 : Jamais 2 sans 3, de Jean Franco, mise en scène de Jean-Luc Moreau, Théâtre du Palais-Royal

## Vidéographie
- 2000 : Acoustique Tour, Palais des sports
- 2008 : La Folle Parenthèse
- 2012 : La Folle Part En Cure

Les Enfoirés
- 1993 : Les Enfoirés chantent Starmania
- 1995 : Les Enfoirés à l'Opéra-Comique
- 1999 : Dernière Édition avant l'an 2000
- 2000 : Les Enfoirés en 2000
- 2001 : L'Odyssée des Enfoirés
- 2002 : Tous dans le même bateau
- 2003 : La Foire aux Enfoirés
- 2004 : Les Enfoirés dans l'espace
- 2005 : Le Train des Enfoirés
- 2005 : 15 Ans d'Enfoirés (Les meilleures chansons des Enfoirés en images de 1989 à 2005)
- 2006 : Le Village des Enfoirés
- 2007 : La Caravane des Enfoirés
- 2009 : Les Enfoirés font leur cinéma
- 2010 : Les Enfoirés… la Crise de nerfs
- 2010 : Le Meilleur des Enfoirés… 20 ans
- 2011 : Dans l'œil des Enfoirés
- 2012 : Le Bal des Enfoirés
- 2014 : Bon anniversaire les Enfoirés
- 2015 : Sur la route des Enfoirés
- 2016 : Au rendez-vous des Enfoirés
- 2017 : Mission Enfoirés
- 2018 : Les Enfoirés 2018 : Musique !
- 2019 : Le Monde des Enfoirés
- 2020 : Les Pari(s) des Enfoirés

Divers
- 2007 : Hommage à Guy Bedos - Paris fait sa comédie
- 2010 : Hommage à Élie Kakou

## Publications
En novembre 2018, Liane Foly écrit, en collaboration avec la journaliste Wendy Bouchard, une série de portraits des femmes inspirantes de leur vie, Nos femmes de cœur.

## Distinctions personnelles
- Chevalier de la Légion d'honneur (décret du 31 décembre 2023)[22]
- Victoire de la musique Révélation variétés féminine en 1991
- nomination Chanson de l’année aux Victoires de la musique en 1991 pour Au fur et à mesure
- nomination Artiste interprète féminine aux Victoires de la musique en 1992
- nomination Artiste interprète féminine aux Victoires de la musique en 1994
- nomination Artiste interprète féminine aux Victoires de la musique en 1995
- Victoire de la musique 1995 de l’album pour les enfants pour L’évasion de Toni
- nomination Artiste interprète féminine aux Victoires de la musique en 1996